# Teixeiras
Teixeiras là một đô thị thuộc bang Minas Gerais, Brasil. Đô thị này có diện tích 166,519 km², dân số năm 2007 là 11665 người, mật độ 71,9 người/km².